# Yeshe Tardo
Yeshe Tardo (1756 - 1829/1830) was een Tibetaans geestelijke.
Hij was de eenenzeventigste Ganden tripa van 1829 tot 1830 en daarmee de hoofdabt van het klooster Ganden en hoogste geestelijke van de gelugtraditie in het Tibetaans boeddhisme.